# Four (álbum)
Four es el cuarto álbum de estudio del grupo británico-irlandés One Direction, el cual fue lanzado el 17 de noviembre de 2014.
El álbum contó con una recepción bastante favorable, debutó en el primer puesto de la lista estadounidense Billboard 200 y fue el séptimo disco más vendido alrededor del mundo en 2014.

## Creación del álbum
El 27 de abril de 2014 se confirmó que el grupo One Direction estaba trabajando en un cuarto álbum. El grupo Good Charlotte se reunió con los miembros Louis Tomlinson y Liam Payne para escribir canciones. Los miembros del grupo McFly; Tom Fletcher, Danny Jones y Dougie Poynter escribieron canciones con Niall Horan, y según ellos una de las canciones era tan buena, que la sugirieron como sencillo. La banda de rock Kodaline escribió una «canción de un amor no correspondido» con Harry Styles; y The 1975 fueron invitados por los mismos One Direction para trabajar en el álbum. Otras personas involucradas en el álbum son los cantantes John Legend, Emeli Sandé y el productor Naughty Boy. Pero a pesar de todo, curiosamente ninguna de estas colaboraciones logró pasar a la lista de canciones oficial del álbum. Payne dijo que el álbum sería más «arriesgado» que los anteriores y que todos en la banda escribieron la mayoría de las canciones. Luego del lanzamiento de este álbum, One Direction se convirtió en el único grupo en la historia que ha logrado que todos sus álbumes de estudio hayan debutado como número uno. El nombre y la portada del álbum fueron anunciados el 9 de septiembre de 2014 en la página web oficial de One Direction, más una descarga gratis de la canción «Fireproof» por un periodo de 24 horas. Horan dijo que la razón de la descarga gratis es porque «como ustedes nos han apoyado mucho, queríamos darles algo de vuelta». «Fireproof» fue escrita por Payne y Tomlinson, junto con John Ryan, Jamie Scott y Julian Bunetta, quienes también escribieron «Story of my Life». En el periodo de 24 horas «Fireproof» produjo 1.1 millones de descargas gratuitas. La canción fue subida al canal de VEVO de la banda el 22 de septiembre de 2014.
En una entrevista, Simon Cowell reveló que unas de las canciones se llamaría «18», la cual compuso Ed Sheeran, quién también escribió «Little Things», «Moments» y «Over Again» para el grupo musical.

## Lista de canciones
| Four  |                             |                                                                                   |                                                   |          |  |
| N.º   | Título                      | Escritor(es)                                                                      | Productor(es)                                     | Duración |  |
| 1.    | «Steal My Girl»             | Louis Tomlinson, Liam Payne, Wayne Hector, Julian Bunetta, Ed Drewett y John Ryan | Julian Bunetta, Pär Westerlund y John Ryan        | 3:47     |  |
| 2.    | «Ready to Run»              | Tomlinson, Payne, Jamie Scott, Bunetta y Ryan                                     | Bunetta y Ryan                                    | 3:15     |  |
| 3.    | «Where Do Broken Hearts Go» | Harry Styles, Bunetta, Ruth-Anne Cunningham, Theodore Geiger y Ali Tamposi        | Bunetta, Westerlund y Teddy Geiger                | 3:49     |  |
| 4.    | «18»                        | Ed Sheeran                                                                        | Steve Robson, Matt Rad y Sam Miller               | 4:09     |  |
| 5.    | «Girl Almighty»             | Bunetta, Ryan y S. Pages Mehner                                                   | Bunetta, Ryan y Alexander Oriet                   | 3:21     |  |
| 6.    | «Fool's Gold»               | Scott, Maureen McDonald, Niall Horan, Zayn Malik, Styles, Tomlinson y Payne       | Rad, Jamie Scott y Miller                         | 3:30     |  |
| 7.    | «Night Changes»             | Scott, Bunetta, Ryan, Horan, Malik, Styles, Payne y Tomlinson                     | Bunetta y Ryan                                    | 3:51     |  |
| 8.    | «No Control»                | Tomlinson, Payne, Cunningham, Scott, Bunetta y Ryan                               | Bunetta, Ian Franzino y Ryan                      | 3:18     |  |
| 9.    | «Fireproof»                 | Payne, Tomlinson, Ryan, Scott y Bunetta                                           | Julian Bunetta, John Ryan y Ben «Bengineer» Chang | 2:53     |  |
| 10.   | «Spaces»                    | Tomlinson, Payne, Scott, Bunetta y Ryan                                           | Bunetta y Ryan                                    | 4:16     |  |
| 11.   | «Stockholm Syndrome»        | Styles, Bunetta, Ryan y Johan Carlsson                                            | Bunetta y Ryan                                    | 3:38     |  |
| 12.   | «Clouds»                    | Malik, Tomlinson, Payne, Scott, Bunetta y Ryan                                    | Bunetta y Ryan                                    | 3:49     |  |
| 43:33 |                             |                                                                                   |                                                   |          |  |

| Edición de lujo |                      |                                                       |                |          |  |
| N.º             | Título               | Escritor(es)                                          | Productor(es)  | Duración |  |
| 13.             | «Change Your Ticket» | Tomlinson, Malik, Horan, Payne, Styles, Bunetta, Ryan | Bunetta        | 4:25     |  |
| 14.             | «Illusion»           | Payne, Horan, Scott, Bunetta, Ryan                    | Bunetta y Ryan | 3:13     |  |
| 15.             | «Once in a Lifetime» | Scott, Bunetta, Ryan y Payne                          | Bunetta y Ryan | 2:37     |  |
| 16.             | «Act My Age»         | Horan, Bunetta, Drewett y Ryan                        | Bunetta y Ryan | 3:18     |  |

| Edición japonesa |                                                         |                                                          |                                     |          |  |
| N.º              | Título                                                  | Escritor(es)                                             | Productor(es)                       | Duración |  |
| 13.              | «Steal My Girl» (Big Payno & Afterhrs Pool Party Remix) | Tomlinson, Payne, Hector, Bunetta, Drewett y Ryan        | Bunetta, Westerlund, Ryan y Aftrhrs | 5:20     |  |
| 14.              | «Steal My Girl» (Acoustic Version)                      | Tomlinson, Payne, Hector, Julian Bunetta, Drewett y Ryan | Bunetta, Westerlund y Ryan          | 3:47     |  |
| 15.              | «Story of My Life» (Live from San Siro)                 | Scott, Ryan, Horan, Malik, Payne, Styles y Tomlinson     | Bunetta y Ryan                      | 4:09     |  |

## Posicionamiento en listas
| Listas (2014)     | Mejor posición |
| ----------------- | -------------- |
| Argentina (CAPIF) | 1              |

## Certificaciones
| País   | Organismo certificador | Certificación    | Ventas certificadas | Ref.   |
| ------ | ---------------------- | ---------------- | ------------------- | ------ |
| México | AMPROFON               | 2× Platino + Oro | 150 000             | [ 17 ] |